# Уингем, Томас
Томас Уингем (англ. Thomas Wingham; 5 января 1846, Лондон — 24 марта 1893, Лондон) — английский музыкальный педагог, хоровой дирижёр и композитор.
Уже с десятилетнего возраста играл на органе в одной из церквей Саутуорка. Учился с 1863 г. в Лондонской академии музыки у Генри Уайлда, затем с 1867 г. в Королевской академии музыки у Уильяма Стерндейла Беннета (теория) и Харольда Томаса (фортепиано); на смерть Беннета написал в дальнейшем Элегию для фортепиано соло. С 1871 г. и до конца жизни сам преподавал фортепиано в Королевской академии.
С 1882 г. руководил хором Бромптонского оратория, во главе которого добился определённого признания.
Автор четырёх симфоний (1869, 1872, 1873, 1883), концерта-каприччо для фортепиано с оркестром, шести увертюр, Te Deum, двух месс, инструментальной музыки.